# Dhonburi
Dhonburi (annan stavning Thonburi) var ett thailändskt pansarskepp. Det deltog i sjöstriden mot fransmännen vid Koh Chang 17 januari 1941.